# Wassili Alexandrowitsch Mossin
Wassili Alexandrowitsch Mossin (russisch Василий Александрович Мосин; * 9. Mai 1972 in Kasan, Russische SFSR) ist ein russischer Sportschütze in der Disziplin Doppeltrap.

## Erfolge
Wassili Mossin, der für Dynamo Kasan startet, nahm bisher an vier Olympischen Spielen teil. Bei den Olympischen Spielen 2004 in Athen belegte er den 19. Platz und 2008 in Peking den 14. Platz. Vier Jahre darauf qualifizierte er sich in London mit 140 Punkten als Zweiter für das Finale. Diese beendete er ebenso wie Fehaid al-Deehani mit 145 Punkten auf dem dritten Rang, sodass beide ins Stechen um die Bronzemedaille mussten. Al-Deehani verfehlte im Gegensatz zu Mossin das zweite Ziel, womit Bronze an den Russen ging. Die Spiele 2016 in Rio de Janeiro schloss er auf dem 13. Rang ab.
2015 wurde Mossin in Lonato del Garda im Einzel Weltmeister und gewann mit der Mannschaft die Silbermedaille. Bereits 2010 in München war er in beiden Konkurrenzen, sowie 2011 in Belgrad mit der Mannschaft und 2013 in Lima im Einzel Zweiter geworden. 2006 in Zagreb und 2017 in Moskau gewann er mit der Mannschaft jeweils Bronze. Im Einzel wurde Mossin fünfmal Europameister. Bei den Europaspielen 2015 belegte er in Baku den zwölften Rang.
Mossin ist von Beruf Arzt. Er ist verheiratet und hat drei Kinder.